# ياسين مرعي
ياسين مرعي (مواليد 7 نوفمبر 2001) هو لاعب كرة قدم مصري يلعب كمدافع في نادي فاركو على سبيل الأعارة من نادي الزمالك.